# Premium Park

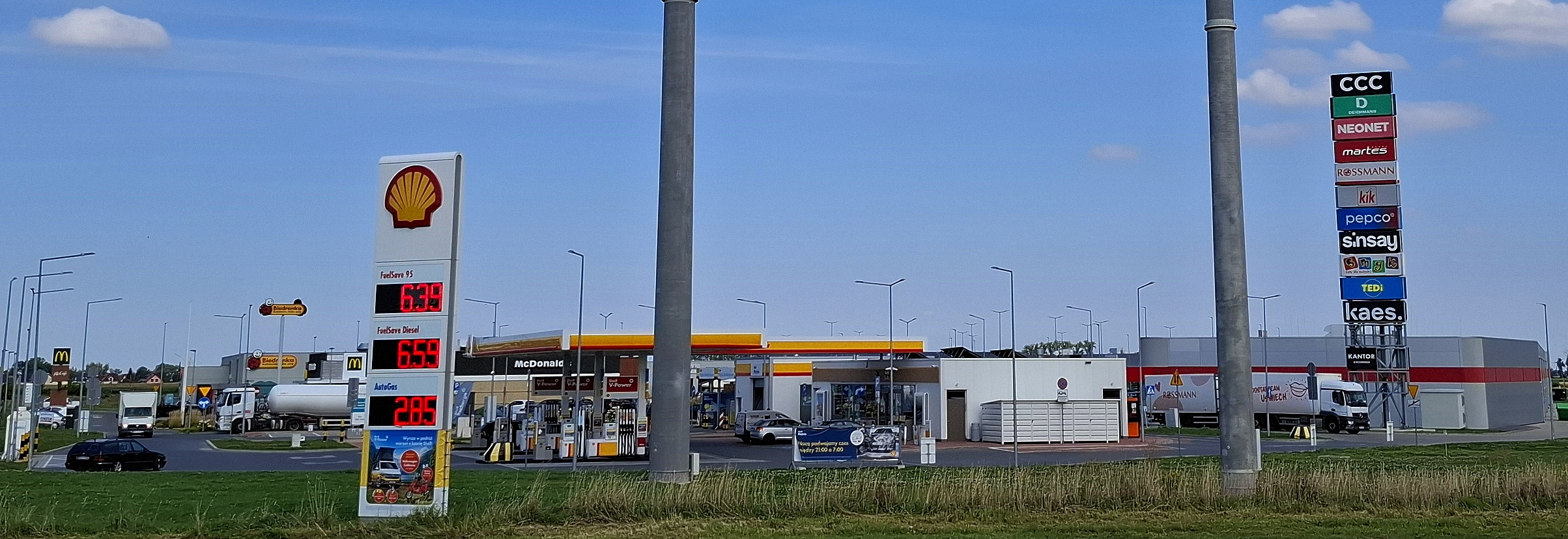
Park Handlowy „Premium Park” w Lubrzy koło Prudnika

Premium Park – sieć parków handlowych typu convenience. Obiekty budowane są przez inwestora Fortis Investments, następnie sprzedawane są nowym właścicielom. Parki Handlowe „Premium Park” powstały w miejscowościach: Głogówek, Chojnów, Łowicz, Strzelce Opolskie i Lubrza koło Prudnika.

## Historia

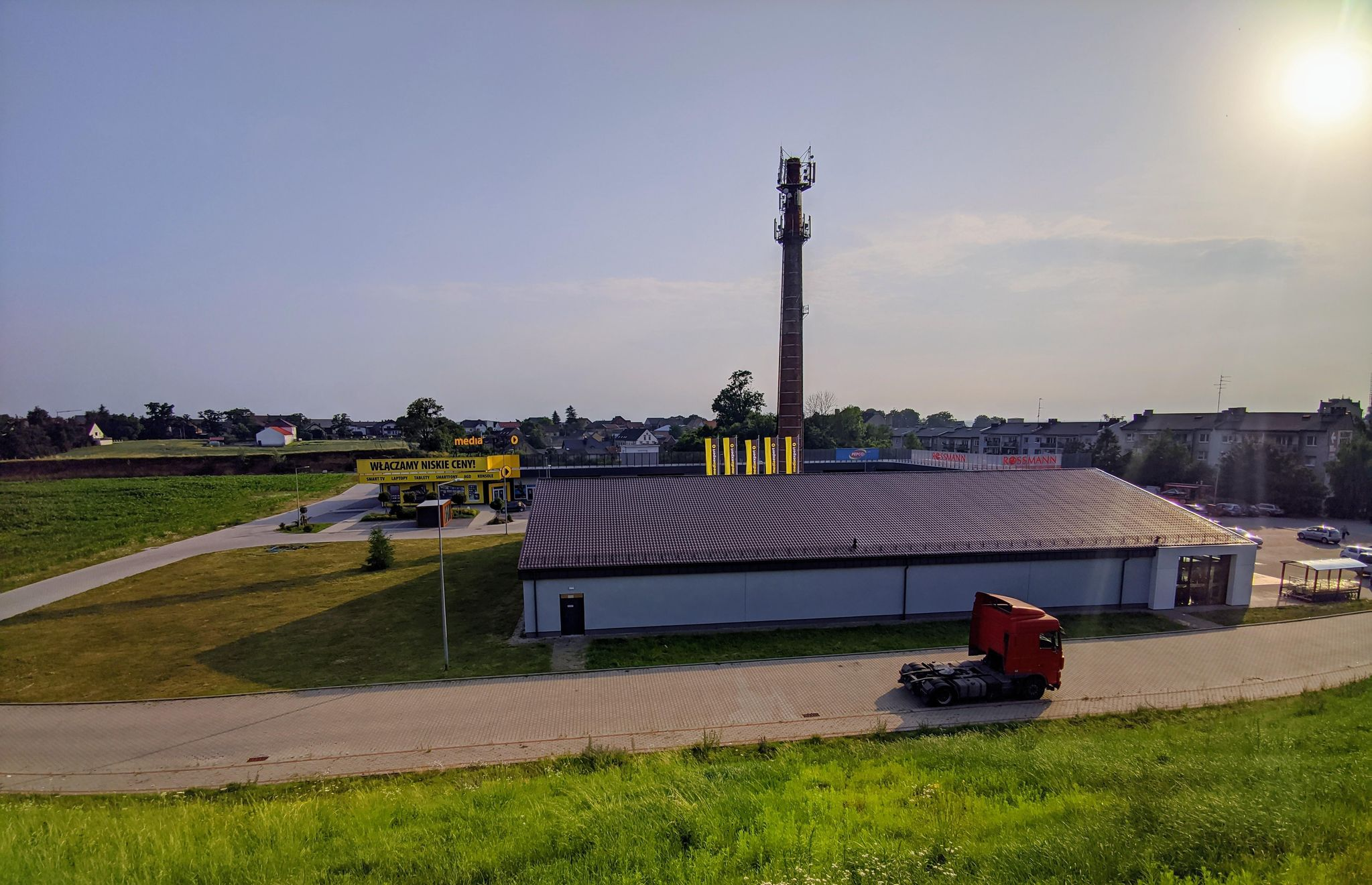
Premium Park w Głogówku

Pierwszy park handlowy inwestora został wzniesiony w 2015 w Głogówku. Koncepcja marki Premium Park powstała rok później. 29 czerwca 2017 otwarty został Premium Park w Chojnowie, w którym ulokowane zostały sklepy KiK, Pepco, Neonet, Vica i KS Sport. 25 października 2018 otwarto Premium Park Łowicz, zbudowany na terenie po dawnej jednostce wojskowej w Łowiczu. Jego powierzchnia handlowo-usługowa wyniosła 5,6 tys. m². Znalazły się w nim sklepy Polomarket, CCC, KiK, Pepco, Martes Sport, Takko Fashion, Neonet, Deichmann, Hebe, Empik, KS Sport, MagPie oraz Patio Color.

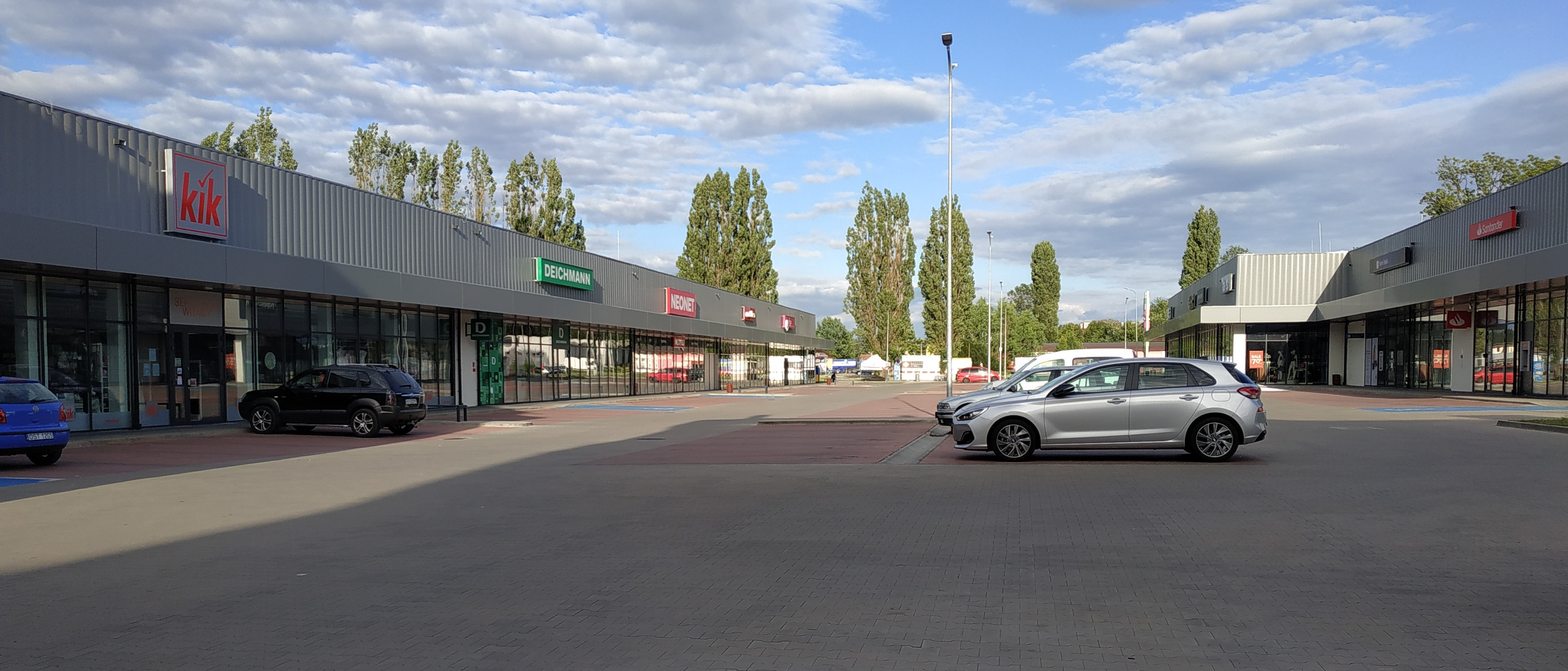
Premium Park w Strzelcach Opolskich

W 2020 otwarty został Premium Park w Strzelcach Opolskich, o powierzchni 4 tys. m², w którym początkowo znalazły się sklepy Hebe, Deichmann, KiK, Neonet i Martes Sport. 28 października 2021 otwarty został Premium Park w Lubrzy, przy obwodnicy miasta Prudnik. Powierzchnia handlowa i usługowa placówki objęła łącznie 11 000 m². Jest to jeden z największych obiektów tego typu na południu województwa opolskiego, ulokowały się w nim m.in. marki: 4F, KiK, TEDi, Martes Sport, Monnari Trade, Neonet, Pepco, Smyk, Biedronka, CCC, Deichmann, Sinsay, McDonald’s, Shell, Rossmann, Bricomarché. W 2021 i 2022 obiekty w Strzelcach Opolskich i koło Prudnika zostały sprzedane brytyjskiej firmie inwestycyjnej London & Cambridge Properties Ltd.